# Marajó
Marajó è un'isola costiera di mare fluviale situata nella Zona di Protezione Ambientale dell'Arcipelago di Marajó, nello stato del Pará, nella Regione Norte. Considerata la più grande isola fluviale-marina del pianeta.

## Geografia
Con una superficie di 40100 km² (che arrivano a 49602 km² aggiungendo il piccolo arcipelago di isole vicine), l'isola di Marajó è la più grande isola deltizia al mondo. Il nome nella lingua tupi-guaraní significa "barriera del mare". Marajó è circondata completamente da acqua dolce.
Sebbene la sua costa nord-orientale si affacci sull'oceano Atlantico, la portata d'acqua del Rio delle Amazzoni è così grande che l'acqua del mare ha una bassa salinità per una certa distanza dalla foce del fiume sudamericano.
L'incontro delle acque del fiume con l'oceano provoca il fenomeno del pororoca.
Marajó è un'isola pianeggiante e acquitrinosa. Nella parte orientale è coperta dalla savana, mentre in quella occidentale prevalgono le foreste pluviali. Durante il periodo delle piogge abbondanti, tra gennaio e maggio, l'isola è allagata da acquitrini. Durante il resto dell'anno le piogge sono frequenti ma meno intense.
Le città principali sono Breves (95 000 abitanti circa nel 2006), Portel (45.000), Afuá (36.000), Muaná (28.000), Melgaço (26.000), Gurupá (26.000), Curralinho (24.000), Soure (22.000), Anajás (21.000), Ponta de Pedras (20.000), São Sebastião da Boa Vista (20.000), Salvaterra (18.000), Cachoeira do Arari (18.000), Chaves (17.000).
La città portuale di Belém, capitale dello Stato del Pará, è posta di fronte all'isola di Marajó, da cui è separata dalla baia di Marajó.

## Storia

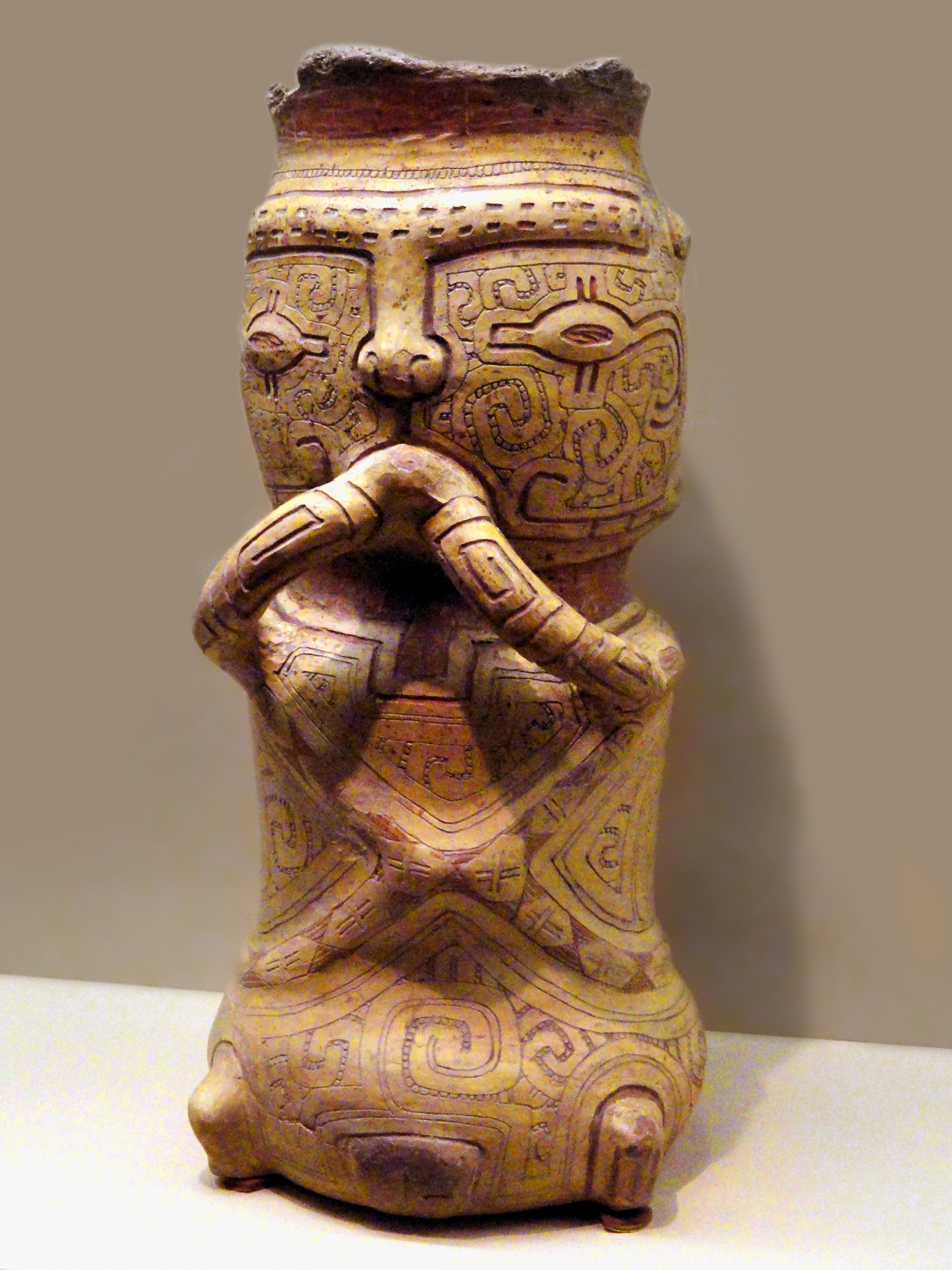
Urna funeraria, American Museum of Natural History

Dal 1870 la grande isola è stata oggetto della ricerca archeologica brasiliana. Nei suoi tumuli sono state trovate ceramiche di vari formati color grigio crema; alcuni esemplari di giare da acqua, ovali o cilindriche, con bocche larghe o strette, ornato da rilievi, presentano pitture a disegno geometrico intrecciato di color rosso o bruno su fondo crema, sia all'interno che all'esterno. Alcune giare ovali recano un'ornamentazione geometrica incisa. Le urne funerarie, di forma troncoconica, possono talvolta presentare una decorazione a rilievo con figure umane coperte da disegni geometrici a forma di T o di H. Nel complesso le urne venivano decorate a larghe forme curvilinee rosse su fondo crema.
È possibile, anche se la datazione non è ancora precisa, che la cultura di Marajó, che sembra tuttora attestata nei primi secoli della nostra era, sia esistita sin dal primo millennio a.C.. Se ne trovano testimonianze nelle raccolte del Musée de l'Homme a Parigi e dell'University Museum di Philadelphia.

## Economia

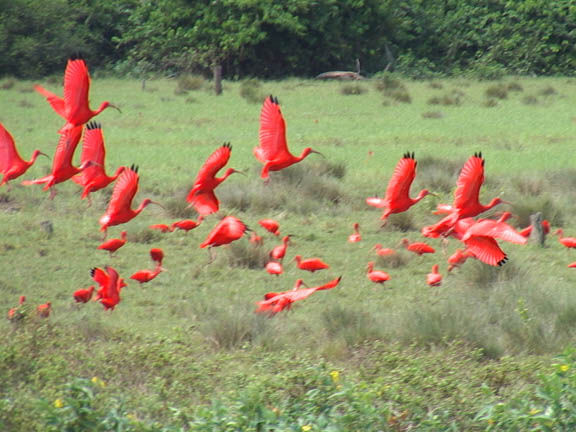
Gli uccelli guarás (Ibis rosso) di Marajó

Le attività economiche più importanti sono lo sfruttamento delle foreste e la produzione di caucciù. Parte della foresta originaria ha lasciato il posto a grandi tenute terriere dove si allevano i bufali.
Tipiche delle popolazioni indigene dell'isola erano le ceramiche marajoara rinvenute in scavi archeologici. Oggi la replica di tali ceramiche è un'attività artigianale diffusa.
Nel corso dell'epidemia di spagnola del 1918 – 1919 l'isola di Marajó fu la sola area al mondo con una popolazione consistente ad essere risparmiata dall'epidemia.
Un decreto legge del Parlamento brasiliano del 2002 prevede la possibilità di tenere un plebiscito per istituire il Territorio Federale di Marajó.